# 키릴 테르지에프
키릴 스토이체프 테르지에프(불가리아어: Кирил Стойчев Терзиев, 1983년 9월 1일~)는 불가리아의 레슬링 선수, 기업인이다. 올림픽에 3회 참가했고 2008년 하계 올림픽 남자 자유형 웰터급에서 동메달을 획득하였다. 
현역 은퇴 후에는 스포츠 기업인 트라이맥스의 대표를 맡고 있다.